# Ангел (Євангеліон)
Ангели (яп. 使徒, дос. «апостоли») — істоти, що періодично з'являються в різних серіях аніме і манґи Neon Genesis Evangelion. Мета приходу Ангелів полягає в тому, щоб прорватися безпосередньо в Геофронт, де, за їхніми відчуттями, заховано тіло першого Ангела — Адама. Цьому перешкоджають Євангеліони.

## Будова Ангела
Зовнішній вигляд Ангелів різноманітний, але, згідно з дослідженнями наукової групи на чолі з Ріцко Акаґі, вони мають спектральну структуру схожу з людською ДНК. Це дало привід зробити висновок, що Ангели і люди мають спільне походження. Єдиною відмінною рисою хіміко-біологічного типу побудови організмів Ангелів і людей лише є те, що в спектрі біополя Ангела є характерний блакитний колір.
Крім цього Ангели володіють особливою здатністю створювати енергією, яку вчені назвали «АТ-поле» (англ. A.T.-Field — Absolute Terror Field — «Поле абсолютного страху»), — «енергія Розуму». Каору — останній ангел, дав опис АТ-полю: «Це світло душі. Священна область, куди ніхто не сміє вторгатися…»
Також Ангели мають так звані S2-двигуни (SuperSolenoid — перетворювач матерії в енергію без яких-небудь втрат першої). Кожен Ангел володіє своїм захистом від фізичних атак (броня та швидкість) і особистими біологічними можливостями, що складають зброю Ангела.

## Перелік ангелів
| №  | Ім'я                       | Опис |
| -- | -------------------------- | --- |
| 1  | Адам (Червоного Ґрунту)    | Був причиною Другого удару. Виглядає як гігант, що повністю складається зі світла. Знайдений в Антарктиді усередині (або поряд з) Білого Місяця. Команда доктора Кацураґі намагалася взаємодіяти з Адамом за допомогою Списа Лонгіна, але експеримент вийшов з-під контролю, спровокувавши Другий Удар. Тіло Адама було перетворене на ембріон, який Каджі пізніше доставив Ґендо Ікарі. У манзі він проковтує ембріон, а в серіалі імплантує в свою руку, щоб потім з'єднати його з Рей Аянамі.                   |
| 2  | Ліліт (Чорного Місяця)     | Знайдена всередині Геофронту. У серіалі являє собою розіпнуту на хресті людиноподібну білу постать зі встромленим в груди Списом Лонгіна. На обличчі у цього Ангела маска з гербом SEELE. |
| 3  | Сакіїл (Води)              | Приблизно гуманоїдна істота з нечіткими рисами та могутнім ударним знаряддям у «руці». Знищена Шінджі Ікарі, при цьому Єва отримала істотні пошкодження. |
| 4  | Самусіїл (Дня)             | Жукоподібна істота з верхніми кінцівками, подібними до канатів, що світяться, з гнучкого матеріалу, здатними завдавати серйозних пошкоджень. Знищений Шінджі Ікарі. |
| 5  | Раміїл (Грому)             | Виглядає як правильний октаедр. Зробив спробу проникнення в Геофронт шляхом буріння. Знищений спільно Шінджі Ікарі і Рей Аянамі при операції, розробленій Місато Кацураґі. |
| 6  | Гагіїл (Риб, Водних Істот) | Схожий на кита. Єдиний Ангел, що переслідував зародок Адама, який перевозив Рьоджі Каджі. Має величезні розміри, як в авіаносця ООН «Over the rainbow». Знищений спільно Аскою Сорю і Шінджі Ікарі (у манзі — однією Аскою). |
| 7  | Ізрафіл (Музики)           | Голова цього Ангела нагадує знак «Інь і ян», руками і ногами Ангела є правильне півколо. Після атаки Аски Сорю розділився на два окремі організми. Знищений спільно Аскою та Шінджі Ікарі. |
| 8  | Сандалфон (Зародка)        | Виявлений у кратері вулкана в зародковому вигляді (яйця). При спробі захоплення прокинувся. Виглядає як величезний скат. Витримує величезні температури. Знищений Аскою. Відсутній в манзі. |
| 9  | Маторіїл (Зливи)           | Гігантський павук. Намагався проникнути всередину Геофронту шляхом застосування сильної кислоти. Знищений при сумісній операції трьох Єв. Відсутній в манзі. |
| 10 | Сахакіїл (Неба)            | Виглядає як гігантське око з зеленою радужкою і червоною зіницею на жовтому тлі. Як зброю використовував частини свого тіла, бомбардуючи Землю з орбіти. Знищений при сумісній операції трьох Єв. |
| 11 | Іруїл (Страху)             | Виник усередині штаб-квартири NERV у вигляді корозії захисного шару випробувальної камери. Саморозмножується мікроорганізмами зі здатністю, подібно комп'ютерному вірусу, проникати в системи керування і вражати вузлові елементи захисту. Знищений Ріцко Акаґі шляхом написання програми «Навчання смерті». Відсутній в манзі. |
| 12 | Леліїл (Ночі)              | Виглядає як величезна чорна блискуча куля, діаметром приблизно 80 м, що є проєкцією його справжнього тіла в вигляді тіні. Основна зброя — так зване Море Дірака, що дозволяє Леліїлу поглинати все, що потрапляє в його тінь. Поглинув Єву-01 з Шінджі усередині, ним же знищений. Відсутній в манзі. |
| 13 | Бардіїл (Граду)            | Існував у вигляді частинок, які захопили, а потім і повністю підпорядкували собі Єву-03 з пілотом. Знищений Євою-01 за наказом Ґендо Ікарі за допомогою псевдопілота. Процес знищення викликав у спостерігачів жах. Єва-03 не підлягала відновленню. Пілот Тоджі Судзухара отримав важкі травми, що привели до інвалідності (у манзі — до смерті). |
| 14 | Зеруїл (Могутності)        | Могутнє створіння, що володіє антилазерним і броньованим покриттям. На місці обличчя міститься маска, подібна до обличчя ящера. Зброя — гострі листи-леза зі змінною довжиною, очі-лазери і потужніше АТ-поле. Цим озброєнням завдав сильних пошкоджень Єві-02, чим викликав у Аски сильну депресію. Знищений Євою-01, що вийшла з-під контролю пілота і NERV. Цікаво, що Єва-01 після перемоги над Зеруїлом «прокинулася», і поглинула його двигун S2, це дозволило Єві-01 надалі обходитися без кабелю живлення. |
| 15 | Аріїл (Птахів)             | З'явився на навколоземній орбіті у вигляді красивого свічення, що за формою нагадує птаха. Залишаючись на орбіті, атакував шляхом психічної атаки Єву-02 з Аскою на борту. Знищений Євою-00 при допомозі Спису Лонгіна. |
| 16 | Алмісаїл (Утроби)          | Являв собою дві нитки світла, скручені в спіраль і таким чином замкнуті в кільце. Під час атаки кільце розмикалося, і він вторгався (проникав) у Єву і руйнував її. Був знищений шляхом самоліквідації Єви-00. |
| 17 | Табріс (Вільної Волі)      | Ангел у подобі підлітка. Також відомий як Каору Наґіса. Заслужив довіру і дружнє ставлення Шінджі. Єдиний з Ангелів (окрім Ліліт), кому вдалося самостійно проникнути в NERV. Знищений Євою-01, що викликало найглибшу депресію Шінджі. |
| 18 | Лілім (Людство)            | Людство вважається останнім 18-м ангелом. Можливо внаслідок проєкту комплементації людство перетворилося б в єдину істоту. Але Шінджі пішов дещо іншим шляхом, дозволивши людям, що були достатньо сильні волею, відновлювати себе із суцільного океану свідомостей. |